# Dutch Stream Awards
De Dutch Stream Awards zijn prijzen voor Nederlandse Twitch- en YouTube-livestreamers. Sinds 2019 worden ze jaarlijks uitgereikt.
In 2019 werden de prijzen uitgereikt op het Firstlook Festival. In 2020 en 2021 werd de uitreiking via het online livestreamplatform Twitch gelivestreamd, door de beperkte mogelijkheden vanwege de verspreiding van het SARS-CoV-2-virus. De uitreikingsceremonie wordt sinds 2019 gepresenteerd door Skate the Great. Danny Froger, Véras Fawaz en Daniël Lippens dienden in 2020 als ondersteunende presentatoren. Op 25 september 2021 werd aangekondigd dat er een derde editie kwam van de Dutch Stream Awards.

## Achtergrond
De uitreikingsceremonie werd bedacht en uitgevoerd door Blammo TV, hetzelfde productiebedrijf dat ook verantwoordelijk is voor GameKings. In 2019 werd de eerste editie uitgevoerd, waarbij er prijzen in verschillende categorieën werden uitgereikt voor livestreamers op de platformen Twitch en YouTube.

### Categorieën
Tijdens de editie van 2019 werden er prijzen uitgereikt in de volgende categorieën: Beste eSports Streamer, Beste Stream Team, Beste Vrouwelijke Streamer, Beste Mannelijke Streamer & Beste Stream Algemeen. Voor alle prijzen werd zowel een prijs beoordeeld door een vakjury uitgedeeld en een prijs waarbij er is gestemd door het publiek. In 2020 werd de categorie Beste eSports Streamer weggehaald, en er werden twee nieuwe categorieën toegevoegd: Beste Productie (vakjury) en Beste Nieuwkomer (publiek). In 2021 werd de categorie Beste Stream Team weggehaald, en de prijs voor Beste Nieuwkomer werd vervangen door de Beste Talent Award. Daarnaast kwam de categorie Beste eSporter (publiek) terug in 2021, en werd de categorie Beste Non-Gaming Stream (publiek) toegevoegd.

### Presentatie
In 2019 en 2020 werd de presentatie gedaan door Skate the Great. In 2020 werd radio-dj Daniël Lippens ambassadeur voor de Beste Nieuwkomer Award, en in 2021 was hij ambassadeur voor de Beste Talent Award. Omdat Lippens ambassadeur is van deze prijzen, reikte hij deze uit. In 2021 werd bekendgemaakt dat Simon Zijlemans de presentatie van Skate the Great zou overnemen.
| Presentator     | 2019 | 2020          | 2021 | 2022 | 2023 |      |
| --------------- | ---- | ------------- | ---- | ---- | ---- | ---- |
| Skate the Great | Host | Host          |      |      | Host | Host |
| Danny Froger    |      | Nominatieshow |      |      |      |      |
| Véras Fawaz     |      | Uitreiking    |      |      |      |      |
| Daniël Lippens  |      | Uitreiking    | Host | Host |      |      |
| Simon Zijlemans |      |               | Host |      |      |      |
| Rick Broers     |      |               |      | Host |      |      |
| Shelly          |      |               |      |      | Host |      |
| Joshua Khane    |      |               |      |      | Host |      |

## Verloop

### Nominatie door het publiek
Via de officiële website van Dutch Stream Awards kon het publiek stemmen op zijn of haar favoriete streamers. Een aantal weken voor de prijsuitreiking werd er een livestream gedaan via het Twitchkanaal van GameKings om de genomineerden bekend te maken.

### Nominatie door de vakjury
Voor een aantal prijzen was er ook een prijs die werd uitgereikt door een anonieme vakjury. Een week voordat de prijsuitreiking plaatsvond werd er bekendgemaakt via de socialemediakanalen van Dutch Stream Awards wie er in deze categorieën waren genomineerd.

## Winnaars
|                                              | 2019            | 2020            | 2021                              | 2022                 | 2023          | 2024              |
| -------------------------------------------- | --------------- | --------------- | --------------------------------- | -------------------- | ------------- | ----------------- |
| Beste Stream (vakjury)                       | Karim & Suus    | Lekker Spelen   | SerpentGameplay                   | Morrog               |               |                   |
| Beste Stream (publiek)                       | Lekker Spelen   | SerpentGameplay | SerpentGameplay                   | DonKaaklijn          | Bardo Ellens  | Shapp00           |
| Beste Mannelijke Streamer (vakjury)          | Morrog          | EgbertLive      | Morrog                            | DonKaaklijn          | EgbertLive    | henRYANand        |
| Beste Mannelijke Streamer (publiek)          | SerpentGameplay | SerpentGameplay | DonKaaklijn                       | DonKaaklijn          | Bardo Ellens  | Shapp00           |
| Beste Vrouwelijke Streamer (vakjury)         | Mathia          | Puxque          | Saar                              | StreamWithLien       | Saar          | Celine Langeraert |
| Beste Vrouwelijke Streamer (publiek)         | Puxque          | Puxque          | BenBillyKwijt                     | Its_Ankie            | Appelkaas     | Celine Langeraert |
| Beste Stream Team (vakjury)                  | GameKings       | GameKings       |                                   |                      |               |                   |
| Beste Stream Team (publiek)                  | Lekker Spelen   | Lekker Spelen   |                                   |                      |               |                   |
| Beste eSports Streamer (vakjury)             | FollowGrubby    |                 |                                   |                      |               |                   |
| Beste eSports Streamer (publiek)             | Royalistiq      |                 | Jarno Opmeer                      | Jarno Opmeer         |               |                   |
| Beste Talent (publiek & jury)                |                 | PuqLive         | Pizzakoe (publiek) Savio4u (jury) | Retteketetovenkroket | IkbenhetjeOpa | Manoontje         |
| Beste Productie (vakjury)                    |                 | Joost Bouhof    | EgbertLive                        | Sejecem              | EgbertLive    | George Faralley   |
| Beste Clip (publiek)                         |                 | ReplayLeads     | LosMetTos                         | Sejecem              | Its_Ankie     |                   |
| Beste Non-Gaming Stream (publiek)            |                 |                 | Tony Junior                       | Bardo Ellens         | Bardo Ellens  |                   |
| Beste Mod (publiek)                          |                 |                 | AboveColin                        | Ketjuh               |               |                   |
| Streamers Choice (winnaars voorgaande jaren) |                 |                 |                                   |                      | Sejecem       |                   |